# Modelat glacial
El modelat glacial són aquelles formacions que deriven del desplaçament de les masses de gel, creant petites valls en forma de U.
Es van produir en l'època de les glaciacions de l'era quaternària en les parts altes de les muntanyes.

## Processos geològics
El principal agent geològic són les glaceres: acumulacions de neu comprimida que no arriba a fondre's mai degut a les baixes temperatures.

### Erosió
El principal agent erosiu és la glacera, causada pel moviment del gel, com les glaceres. La força de la gravetat atrau el gel cap a la vall, com un riu.
És un procés d'abrasió, que es dona per efecte del gel que poleix i ratlla amb pressió el fons de la vall.
Durant el dia, el sol (o la temperatura si és en ombrívola) pot fondre part del gel de la superfície de la glacera, formant aigua que pot filtrar-se en les roques i congelar a la nit. Aquest gel s'expandeix guanyant volum, per tant, crea bretxes a la roca que potencialment pot trencar-la. Aquest fenomen de trencament de la roca s'anomena gelifracció.
Algunes erosions en glaceres donen com a resultat les valls glacials.

### Sedimentació
Hi ha dos processos de sedimentació glacial: els anomenats subglaciars que ocorren a la base de la glacera i els supraglaciars, els quals ocorren en la superfície d'aquest. El dipòsit que resulta d'aquests processos és conegut com a till, el qual constitueix una barreja amorfa de diferents classes de sediments i mides, des de llims i argiles fins a roques més compactes. Sovint conté partícules conegudes com a erràtiques, que no tenen origen local. Això s'ha descrit a East Anglia (Anglaterra), on s'han trobat roques de la regió noruega que s'estén al voltant de la ciutat d'Oslo.
Les formes de relleu originades per la sedimentació glacial es denominen morrenes. Les morrenes són acumulacions de material heterogeni transportat i dipositat per una glacera. Existeixen molts tipus de morenes: 
• Les morenes de fons, són aquelles que presenten superfície ondulada i estan associades a antics mantells de gel.
• Els drumlins són morrenes que recorden per la seva forma a la meitat d'un ou i amb freqüència apareixen formant eixams o camps de drumlins, els quals donen origen a una topografia coneguda popularment com a cistella d'ous.
• Les morenes laterals, morrenes mitjanes i morrenes finals o terminals, es presenten en glaceres confinats a valls i la seva denominació depèn de la seva localització respecte a la glacera. És així que quan les partícules rocoses alliberades per processos d'erosió flanquegen una glacera, o es disposen al llarg dels vessants d'un antic vall glacera, formen les morrenes laterals. Quan dos glaceres conflueixen i s'ajunten les seves morrenes laterals, es crea una morrena mitjana, donant lloc a una cresta de derrubis que s'estén per sota de la glacera resultant. Una morrena terminal es forma en el front d'una glacera i representa la màxima extensió o avenç d'una glacera, o la paralització en un període de retrocés general.biologia biologia

### Transport
Les glaceres són els agents de transport de major competència, ja que són capaços d'arrossegar blocs de grans dimensions. Els materials que viatgen sobre la superfície o l'interior de la massa de gel constitueixen les morrenes, que són dipòsits mòbils. El transport de glacera és lent. Es formen tres tipus de morrenes: 
•Les de fons, que van per sota de la llengua glacial.
•Les superficials, que al seu torn poden ser laterals (si són fragments arrencats dels costats) o centrals, que es formen en unir-se les laterals de dues llengües glaceres.
•Les frontals, que van per davant de la llengua glacial a manera de pala.

## Formació de glaceres
Aquesta acumulació contínua fa que, en arribar la massa de neu compactada a un gruix determinat –molt variable depenent dels llocs–, es produeixi un desplaçament o lliscament del gel acumulat, a favor de la gravetat. Només si es fa palès aquest desplaçament, la massa gelada rep el nom de glacera.
Les glaceres actuals són formades totes –segons consideracions científiques– fa uns dos o tres milions d'anys, a la glaciació quaternària, al període anomenat Plistocè. Aquest període va registrar unes vint oscil·lacions climàtiques importants i la durada de cadascuna d'aquestes podria haver estat d'uns cent mil anys.
Més modernament, dels segles xv al xix, es va fer notar –sobretot a l'hemisferi Nord– un període glacial breu però intens, amb un mínim de temperatures entre els anys 1650 i 1700. Tant és així que el clima de zones boreals ja colonitzades (Groenlàndia, Islàndia) va empitjorar molt notablement, i fins i tot va deixar alguns indrets com a inhabitables. Aquesta petita glaciació es coneix amb el nom de Petita Edat del Gel.
Hi ha teories que impliquen també els moviments de les plaques tectòniques i les diferències en la intensitat de la radiació solar (Mínim de Maunder durant la Petita Edat del Gel, per exemple), així com les variacions que pugui haver tingut l'òrbita terrestre i el desplaçament de l'eix de rotació de la Terra en la formació de les glaceres o en l'alternança dels períodes glacials.

## Ex-glaceres
Després que una glacera es desfaci ja sigui per l'escalfament global com per qualsevol altre causa, el que hi queda a sota és un terreny pla i amb algunes grans roques aïllades, degut a la sedimentació, erosió i transports d'aquests.
Algunes d'aquestes ex-glaceres són actualment prats amb una gran extensió, estan en països freds però que han deixat de ser tan freds com abans. Al voltant hi acostumen a haver-hi muntanyes escarpades de les quals s'han extret algunes de les roques aïllades que hi ha al mig de les planes.